# Phlugis spinipes
Phlugis spinipes är en insektsart som först beskrevs av Fabricius 1775.  Phlugis spinipes ingår i släktet Phlugis och familjen vårtbitare. Inga underarter finns listade i Catalogue of Life.